# ソラソジン
ソラソジン（solasodine）は、ナス科（Solanaceae）の植物に存在する有毒アルカロイド化合物である。ソラソニンおよびソラマルジンはソラソジンをアグリコンとして持つ糖アルカロイドである。ソラソジンは催奇性である。

## 使用
ソラソジンは経口避妊薬といった複雑なステロイド型化合物の生産のための前駆体として商業的に用いられている。